# Maslives
Maslives är en kommun i departementet Loir-et-Cher i regionen Centre-Val de Loire i de centrala delarna av Frankrike. Kommunen ligger i kantonen Bracieux som tillhör arrondissementet Blois. År 2022 hade Maslives 661 invånare.

## Befolkningsutveckling
Antalet invånare i kommunen Maslives
| Referens: INSEE |